# Campionati europei di atletica leggera indoor 1978
I IX campionati europei di atletica leggera indoor si sono svolti a Milano, in Italia, presso il Palasport di San Siro, dall'11 al 12 marzo 1978. 

## Risultati

### Uomini
| Specialità | Oro                | Prestazione | Argento              | Prestazione | Bronzo                                              | Prestazione |
| Corse piane |                    |             |                      |             |                                                     |             |
| 60 metri | Nikolaj Kolesnikov | 6"64        | Petăr Petrov         | 6"66        | Aleksandr Aksinin                                   | 6"73        |
| 400 metri | Pietro Mennea      | 46"51       | Ryszard Podlas       | 46"55       | Nikolaj Černeckij                                   | 46"72       |
| 800 metri | Markku Taskinen    | 1'47"35     | Olaf Beyer           | 1'47"68     | Roger Milhau                                        | 1'47"80     |
| 1.500 metri | Antti Loikkanen    | 3'38"16     | Thomas Wessinghage   | 3'38"23     | Jürgen Straub                                       | 3'40"20     |
| 3.000 metri | Markus Ryffel      | 7'49"5      | Emiel Puttemans      | 7'49"9      | Jörg Peter                                          | 7'50"1      |
| Corse a ostacoli |                    |             |                      |             |                                                     |             |
| 60 metri ostacoli | Thomas Munkelt     | 7"62 =      | Vjačeslav Kulebjakin | 7"72        | Giuseppe Buttari                                    | 7"86        |
| Salti |                    |             |                      |             |                                                     |             |
| Salto con l'asta | Tadeusz Ślusarski  | 5,45 m      | Vladimir Trofimenko  | 5,40 m      | Vladimir Sergienko                                  | 5,40 m      |
| Salto in alto | Volodymyr Jaščenko | 2,35 m      | Rolf Beilschmidt     | 2,29 m      | Wolfgang Killing                                    | 2,27 m      |
| Salto in lungo | László Szalma      | 7,83 m      | Ronald Desruelles    | 7,75 m      | Vladimir Cepelëv                                    | 7,73 m      |
| Salto triplo | Anatolij Piskulin  | 16,82 m     | Keith Connor         | 16,53 m     | [[Aleksandr Jakovlev (atleta)\|Aleksandr Jakovlev]] | 16,47 m     |
| Lanci |                    |             |                      |             |                                                     |             |
| Getto del peso | Reijo Ståhlberg    | 20,48 m     | Władysław Komar      | 20,16 m     | Geoff Capes                                         | 20,11 m     |
| record mondiale; record mondiale stagionale; record europeo; record europeo stagionale; record dei campionati; record nazionale; record personale; record personale stagionale. |                    |             |                      |             |                                                     |             |

### Donne
| Specialità | Oro                | Prestazione | Argento            | Prestazione | Bronzo              | Prestazione |
| Corse piane |                    |             |                    |             |                     |             |
| 60 metri | Marlies Oelsner    | 7"12        | Linda Haglund      | 7"18        | Ljudmila Storožkova | 7"27        |
| 400 metri | Marina Sidorova    | 52"42       | Rita Bottiglieri   | 53"18       | Karoline Käfer      | 53"56       |
| 800 metri | Ulrike Bruns       | 2'02"3      | Totka Petrova      | 2'02"5      | Mariana Suman       | 2'03"4      |
| 1.500 metri | Ileana Silai       | 4'07"1      | Natalia Marasescu  | 4'07"4      | Brigitte Kraus      | 4'07"6      |
| Corse a ostacoli |                    |             |                    |             |                     |             |
| 60 metri ostacoli | Johanna Klier      | 7"94        | Grażyna Rabsztyn   | 8"07        | Silvia Kempin       | 8"15        |
| Salti |                    |             |                    |             |                     |             |
| Salto in alto | Sara Simeoni       | 1,94 m      | Brigitte Holzapfel | 1,91 m      | Urszula Kielan      | 1,88 m      |
| Salto in lungo | Jarmila Nygrýnová  | 6,62 m      | Ildikó Erdélyi     | 6,49 m      | Sue Reeve           | 6,48 m      |
| Lanci |                    |             |                    |             |                     |             |
| Getto del peso | Helena Fibingerová | 20,67 m     | Margitta Droese    | 19,77 m     | Eva Wilms           | 19,24 m     |
| record mondiale; record mondiale stagionale; record europeo; record europeo stagionale; record dei campionati; record nazionale; record personale; record personale stagionale. |                    |             |                    |             |                     |             |

## Medagliere
Legenda
     Paese ospitante
| Posizione | Paese            | Oro | Argento | Bronzo | Totale |
| --------- | ---------------- | --- | ------- | ------ | ------ |
| 1         | Germania Est     | 4   | 3       | 2      | 9      |
| 2         | Unione Sovietica | 4   | 2       | 6      | 12     |
| 3         | Finlandia        | 3   | 0       | 0      | 3      |
| 4         | Italia           | 2   | 1       | 1      | 4      |
| 5         | Cecoslovacchia   | 2   | 0       | 0      | 2      |
| 6         | Polonia          | 1   | 3       | 1      | 5      |
| 7         | Romania          | 1   | 1       | 1      | 3      |
| 8         | Ungheria         | 1   | 1       | 0      | 2      |
| 9         | Svizzera         | 1   | 0       | 0      | 1      |
| 10        | Germania Ovest   | 0   | 2       | 3      | 5      |
| 11        | Belgio           | 0   | 2       | 0      | 2      |
| 11        | Bulgaria         | 0   | 2       | 0      | 2      |
| 13        | Regno Unito      | 0   | 1       | 2      | 3      |
| 14        | Svezia           | 0   | 1       | 0      | 1      |
| 15        | Francia          | 0   | 0       | 2      | 2      |
| 16        | Austria          | 0   | 0       | 1      | 1      |
| Totale    | Totale           | 19  | 19      | 19     | 57     |